# Waschlappen

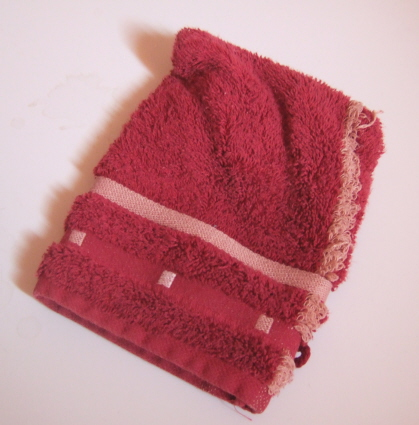
Waschhandschuh

Ein Waschlappen, regional auch Seiflappen, Seiftuch oder Waschfleck, ist ein mehr als handtellergroßes Textilstück zur Körperpflege. In Europa ist er manchmal auch als Waschhandschuh in rechteckiger Form gestaltet, in den eine Hand hineinschlüpfen kann. Das Material ist unterschiedlich, doch wird oft baumwollhaltiges Frottee bevorzugt benutzt.
Aus hygienischen Gründen werden in der professionellen Alten- und Krankenpflege zum Waschen der Klienten stets zwei Waschlappen (wie auch zwei Handtücher) benutzt, jeweils einer für den Oberkörper und einer für den Unterkörper und die Intimpflege, da sonst die Gefahr bestünde, dass Keime von anderen Körperregionen in den Intimbereich gebracht werden.
Hautärzte weisen darauf hin, dass es besser sei, für die Intimhygiene keine (konventionellen) Waschlappen zu verwenden, da diese ein Nährboden für Keime seien. Wegen der Gefahr der Keimverschleppung werden neben den konventionellen Waschlappen im Pflegebereich Einmal-Waschlappen verwendet, die nach Gebrauch entsorgt werden.

## Andere Bedeutungen
Als Waschlappen bezeichnet man umgangssprachlich eine Person ohne Mut und Rückgrat, die nichts aushält und ständig jammert.